# XTB
XTB S.A. (ehemals X Trade Brokers Dom Maklerski S.A.) ist ein in Polen gegründetes Unternehmen mit internationaler Ausrichtung und Hauptniederlassung in Warschau und Niederlassung in Berlin, das als Maklerhaus tätig ist. Das Unternehmen handelt mit Finanzinstrumenten auf dem Gebiet des außerbörslichen Marktes (OTC). Das Angebot des Unternehmens umfasst den Devisenmarkt (FOREX) und Differenzkontrakte (CFDs). ETFs, Aktien, Fractional Shares (Bruchstückaktien), Sparpläne und Zinsen auf nicht-investiertes Vermögen.
Das Unternehmen hat Niederlassungen in Belize, Chile, Deutschland, Frankreich, Großbritannien, Polen, Portugal, Rumänien, Slowakei, Spanien, Tschechien, Vereinigte Arabische Emirate und Zypern, jeweils mit Niederlassungen vor Ort. XTB ist nach eigenen Angaben einer der weltweit größten börsennotierten Forex & CFD Broker mit über 936.000 Kunden (Stand 2024).
Die Aktie des Unternehmens wird an der Warschauer Wertpapierbörse gehandelt und ist sowohl in deren Leitindex WIG30 als auch im Nebenwerteindex mWIG40 gelistet.

## Geschichte
XTB wird im Jahr 2002 als X Trade Brokers Dom Maklerski S.A. gegründet. 2004 wird der Name in XTB geändert. Im Jahr 2005 erhält XTB von der polnischen Finanzaufsichtsbehörde eine Lizenz zur Erbringung von Brokerage-Dienstleistungen. Die erste Auslandsniederlassung von XTB in der Tschechischen Republik wird gegründet. 2008 werden neue Auslandsniederlassungen in Spanien, Slowakei, Rumänien und Deutschland eröffnet. 2010 werden Auslandsniederlassungen in Ungarn, Italien, Frankreich und Portugal mit grenzüberschreitender Lizenzierung in den Niederlanden, Österreich, Schweden, Belgien, Griechenland und Bulgarien gegründet. Im selben Jahr werden XTB-Tochtergesellschaften in Großbritannien und der Türkei gegründet. 2012 zählt XTB erstmals über 200 Mitarbeiter. 2013 wird ein Büro in Zypern eröffnet. 2016 erfolgt der Börsengang des Unternehmens an der Warschauer Börse. Daneben wird eine Zusammenarbeit mit dem Hollywood-Schauspieler Mads Mikkelsen ins Leben gerufen. 2017 wird eine Niederlassung in Chile eröffnet, 2018 wird XTB Africa (PTY) Ltd. in Südafrika gegründet. 2020 führt XTB den Handel von Aktien mit Null-Prozent-Kommission sowie den Handel von ETFs (Exchange-traded funds) ein. In den Jahren 2020 und 2021 gewinnt das Unternehmen innerhalb von zwei Jahren mehr neue Kunden als in seiner gesamten vorherigen Tätigkeit. Im Jahr 2023 bietet XTB erstmals Fractional Shares (Aktienbruchstücke) an. Die Mitarbeiterzahl erreicht 1.000, davon entfallen 40 Prozent auf die IT-Abteilung.

## Dividende
XTB S.A. schüttet seit 2020 regelmäßig eine Dividende aus. Im Jahr 2023 zahlte XTB eine Dividende in Höhe von 5,02 PLN pro Aktie, was einem Gesamtbetrag von 590,2 Mio. PLN entsprach, mit einer Dividendenrendite von 7,59 %. 
Im Jahr 2022 betrug der Betrag 4,86 PLN pro Aktie, was einer Gesamtsumme von 570,5 Mio. PLN entspricht, mit einer außergewöhnlich hohen Dividendenrendite von 12,46 %.
In den vorangegangenen Jahren 2021 und 2020 lag die Dividende mit 1,5 PLN bzw. 1,79 PLN pro Aktie niedriger, bei einem Dividendensatz von 7,18 % bzw. 9,9 %. 
XTB hat die Ausschüttungen an seine Aktionäre kontinuierlich erhöht.